# Галінін Юрій Леонідович
Юрій Леонідович Галінін (6 жовтня 1975 р., Дніпропетровськ, СРСР) – сучасний український музикант, автор пісень, поет, композитор, актор, педагог, активний популяризатор контрабасу та бас-гітари, учасник Київського клубу губної гармоніки. Засновник і лідер гурту HOBOT&Co. Сценічний псевдонім – HOBOT («Хобот»).
Перший український контрабасист, запис за участю якого вийшов на вінілі у Німеччині («Вася і Хобот» – сольний проект Василя Гонтарського, лідера Вася Club, перевидання 2013 р.)
За двадцять років професійної кар’єри грав в багатьох відомих і не дуже колективах: Код, Метаморфоза, Грусть пилота, Колесо Закона, Татхагата, Оркестр Янки Козир, Hobo'T Blues, Mr.Och & His Root Boys, Вася Club, Вася і Хобот, Hobot Project, Катя Chilly, Drossabilly Buzz, Папа Пленных Не Берёт, Izzet, Юлія Лорд, ArtyShock duet, Горін и Хобот, Течія, а також виробив концепцію власної творчості: «це пропаганда живого, первозданного звуку та відвертого, нерафінованого оголеного драйву».
На даний час є лідером гурту HOBOT&Co, учасником Drossabilly Buzz та кількох сайд-проектів.
В творчості є затятим пропагандистом таких музичних напрямків, як блюз, ритм-енд-блюз, рокабілі, серф, блюграс, Neo-Swing, -Billy, Russian Southern AlcoBilly, Southern ShansonBilly, HellBilly.

## Біографія

### Дитинство та юність
Юрій Галінін народився 6 жовтня 1975 р. у Дніпропетровську в культурній родині, що відповідала тому часу: мати Галіна Миколаївна – педагог університету; батько Леонід Вікторович – інженер; бабуся Олександра Федорівна – лікар-гінеколог; дідусь Микола Олександрович – військовий хірург. В родині всі слухали закордонну та вітчизняну естрадну музику того періоду – мабуть, згодом це і позначилося на виборі професії.
З 8 років Юрій почав брати уроки класичної гітари у приватного педагога, але в 10 років закинув і знову повернувся до гітари в «дворовому» варіанті. В 15 років юнак кидає Радіоприборобудівельний технікум в Дніпропетровську і переїжджає в місто Комсомольськ (Полтавська обл.), де повертається до 10 класу школу і починає грати в гурті «Код» (цей гурт пізніше – «Метаморфоза») на бас-гітарі і починає писати перші вірші, пісні, бере активну участь в колективних аранжуваннях (гурти створювалися друзями дитинства, які жили в той час в одному будинку).

### 1994–1998
За наполяганням мами Галини Миколаївни, яка помітила нестримну тягу до музикування, в 1994 році Юрій отримує приватну підготовку і вступає до Дніпропетровського музичного училища (зараз це Дніпропетровська консерваторія імені М. Глінки), змінивши гітару на академічний контрабас. З того моменту цей чарівний інструмент повністю і назавжди заволодів свідомістю молодого музиканта. Відразу ж – на першому курсі Юрій отримує масу цікавих творчих пропозицій: естрадний оркестр Будинку піонерів, Біг-бенд музичного училища, паралельно він бере участь в училищному рок-гурті «Стренжерс» і працює педагогом-ілюстратором в оркестрі народних інструментів Дніпропетровського училища культури. Потім – міський молодіжний камерний оркестр.
На початку третього курсу Юрій Галінін стає артистом гурту контрабасів симфонічого оркестру Дніпропетровської обласної державної філармонії, де і працює до закінчення училища та переїзду до Києва, паралельно граючи в гурті «Колесо Закона» (що зайняв в 1996 році 3 місце на фестивалі «Червона Рута» по Дніпропетровській області).
В той час дуже міцно й схоже, надовго захопився такими напрямами, як блюз, ритм-енд-блюз, рокабілі.

### 1998–2002
В 1998 році Юрій Галінін поступає до Київського державного університету культури та мистецтв імені О. Корнійчука на кафедру естрадно-джазової музики.
З 1999 року Юрій у складі різних колективів починає засвоювати фестивальну географію України («Червона Рута», «Перлини сезону», «Файне місто» і т.п.). В цей час він прогресує як музикант та спеціаліст і повністю переходить на контрабас. З часом Юрій вдосконалює свій електроконтрабас, що дає змогу практично не відчувати можливої відсутності бас-гітари.
В 2000–2001 рр. Юрій працює педагогом-ілюстратором у Київській консерваторії імені Чайковського у Симфонічному (Верхньому) та Оперному (Нижньому) оркестрах. Починає зніматися в шоу «Прихована камера» з Сергієм Сивохо та в серіалах на Кіностудії ім. О. Довженка (PRO-TV).

### 2003–2016
Навесні 2003 р. спільний друг знайомить Юрія Галініна з тодішнім барабанником гурту Mad Heads Богданом Очеретяним і Юрій опиняється в його сольному проекті Mr.Och & His Root Boys.
З 2003 роком пов’язана ще одна цікава подія – знайомство з екс-вокалістом Led Zeppelin Робертом Плантом, який перебував в Україні зі своєю програмою DreamLand. Сталося це 12 серпня 2003 року на концерті в київському арт-клубі «44», після чого маестро запросив хлопців виступити на «розігріві» його шоу на стадіоні «Олімпійський» 13 серпня 2003 року.
В 2005 році Юрій отримує запрошення від Василя Гонтарського (засновника і лідера Вася Club) узяти участь в його сольному проекті і на початку 2006 року на CD виходить їх спільна робота «Вася і Хобот» (яка була перевидана на LP в 2013 році), а також відеокліп на пісню «Коногон»). На превеликий жаль, в 2007 році Василя Гонтарського не стало…
Взимку 2007 року на CD та DVD виходить спільна робота Юрія Галініна з Лесем Подерв’янським «Блеск і ніщєта підарасів».
Влітку 2007 року Юрій знайомиться з Катериною Кондратенко, більш відомою під сценічним псевдонімом Катя Chilly. Як наслідок – співпраця, гастролі і головні українські фестивалі, де в 2009 р. Катя Chilly виступає хедлайнером: «Співочі тераси», «Золоті ворота», «Червона рута», «Антонич-фест», «Рожаниця». А наприкінці 2009 року Катя Chilly – хедлайнер конкурсу «Дитяче Євробачення», що проходить того року в Україні. В 2012 році гурт Катя Chilly виступає на головній сцені фестивалю «Джаз Коктебель».
Паралельно Юрій Галінін співпрацює ще з деякими виконавцями («Папа Пленных Не Берёт», Юлія Лорд, «Горін і Хобот», ArtyShock duet, Drossabilly Buzz) та продовжує розвивати сольний HOBOT&Co.
30 вересня 2011 року «Горін і Хобот» презентують CD «Жабры», а 12 липня 2012 року в київському арт-клубі «44» відбувається презентація дебютного CD HOBOT&Co – Live in Kiev. Після цього Юрій приступає до реалізації нової творчої концепції гурту і роботи над повноцінним студійним альбомом, приймаючи також пропозиції участі в інших проектах та продовжуючи зніматися в кіно й викладати. В серпні 2012 року Юрія було запрошено на посаду артдиректора Guitar Bar, де він посилено пропагандував київський рок-н-рольний рух до березня 2013 р.
В даний момент Юрій Галінін у складі Drossabilly Buzz працює над записом повноцінного студійного альбому, розвиває репертуар HOBOT&Co і одночасно експериментує з "металічним" звуком.

## Викладацька діяльність
За більш ніж десятирічний педагогічний стаж Юрій Галінін долучив до контрабаса десятки молодих людей, навчаючи їх не тільки грі в різних стилях та напрямах (від академічної гри до сайкобілі) і використанню багатьох прийомів (грув, слеп, гра смичком і т.д.), але також навчаючи специфіці нотного читання, основам гармонії, сольфеджіо, імпровізації та аранжуванням. Деякі з учнів Юрія Галініна нині виступають у складі відомих українських музичних і театральних колективів. Серед них, наприклад, Руслана Хазіпова та Наталія Галаневич, які беруть участь в Київському Центрі сучасного мистецтва «ДАХ» і виступають у складі жіночого театрально-музичного гурту Dakh Daughters. Руслана Хазіпова також грає в українському гурті «Перкалаба».

## Дискографія

### Студійні альбоми
- 2006 Вася и Хобот CD
- 2007 Лесь Подервянский и Хобот «Блєск і ніщєта підарасів» CD, DVD
- 2011 Горин и Хобот «Жабры» CD
- 2012 HOBOT&Co Live in Kiev CD
- 2013 Вася и Хобот LP Germany

### Збірники
- 2008 Drossabilly Buzz Ukrabilly Train CD
- 2013 Drossabilly Buzz A TRIBUTE TO MEANTRAITORS CD

- 2013 HOBOT&Co A TRIBUTE TO MEANTRAITORS CD

- 2014 HANGDOG (HOBOT&Co – "Кончилось лето", "Лучшие дни")
- 2016 Buts Under the Brige №1 (HOBOT&Co – "Она была")

## Робота в кіно, на телебаченні та в рекламі

### В кіно і телесеріалах
- 2006 «Опер Крюк» — Тухлий
- 2006 «Дев'ять життів Нестора Махна» — Ісака Гольцмана
- 2006 «Рік Золотої рибки» (разом із HOBOT&Co, де гурт представив для фільму дві свої пісні)
- 2012 «Мама мимоволі» (разом із HOBOT&Co, де гурт представив для фільму дві свої пісні, а одну написала спеціально на замовлення продюсерів)
- 2013 «Брат за брата – 3»
- 2013 «Єфросинья»
- 2013 «Фото на документи»
- «Повернення Мухтара 1,2» (костюмер і музикант)
- А також «Братство», «Пастка», «Земля пересохла» та ін.

### В рекламі
- 2003–2004 Реклама «Гала Екстра Уайт» (роль ді-джея)
- 2007 Реклама українського пошукового серверу «МЕТА» (головна роль)
- 2010 Рекламне «перебивання» Нового каналу

### Участь у телешоу
- 2008 Шоу «Модний вирок»
- 2010 Шоу «Інтуїція» (разом із HOBOT&Co)
- 2011 Шоу «Самозванці»
- 2013 Шоу «Сто тисяч за правду»